# أسجن
أسجن هي قرية أمازيغية جبلية مغربية شمال المملكة. تنتمي أسجن لإقليم وزان. تضم هذه القرية 13.113 نسمة (إحصاء 2004).

## المواقع الأثرية

### أسجن
أسجن أو أزاجن إحدى الحواضر الكبرى الغابرة بمنطقة جبالة وعموم شمال المغرب ٬ بنيت من طرف قدماء الأمازيغ قبل الإسلام على نهر اللكوس ٬ و كانت هذه الحاضرة قاعدة قبيلة مصمودة القاطنة بشمال المغرب ثم أعقبها هجرة قبيلة رهونة من المغرب الأوسط ٬ لكن استطاعت المدينة الحفاظ على خصائصها الديموغرافية المصمودية ٬ استولى الجنود المسلمون على مدينة أزاجن بقيادة عقبة بن نافع ٬ و منذئذ صارت مدينة أزاجن مركزا لنشر الإسلام وتعليمه .
خلال العصر الإسلامي ٬ ازدهرت مدينة أزاجن لتصير مدينة تجارية كبرى على الطريق الرابطة بين فاس وسبتة ٬ و يجمع جميع المؤرخين أن أهالي المدينة أغنياء جدا وصوحب هذا الثراء بهجرات للأسر العربية والأندلسية القادمة من مدينة البصرة المجاورة بالخصوص ٬ و بالرغم من الازدحام الذي عرفته هذه المدينة ٬ فقد حافظت هذه المدينة على ثرائها بعد أن أصبحت مركزا صناعيا هاما ٬ و يذكر الحسن الوزان في كتابه وصف إفريقيا أن خراج هذه المدينة بلغ 10 آلاف مثقال ذهبي رغم أن سكانها لا يزيدون عن الخمسة آلاف نسمة
حدد الحسن الوزان سكان أزاجن بخمسة آلاف نسمة من بينهم جالية يهودية كبيرة تقطن في ملاح خاص بها يعرف اليوم ببياضة ٬ و أشاد بوضوح إلى الجهود الجهادية التي يقوم بها سكان المدينة في مواجهة الوجود البرتغالي في أصيلا والعرائش ٬ فقد كان الجند الخاص بالمدينة يزيدون عن 400 فارس يقومون بمهاجمة البرتغاليين والدفاع عن المدينة
لقد ظلت مدينة أزاجن مركزا حضاريا مهما في جنوب جبالة حتى قيام المولى عبد الله الشريف ببناء مدينة وزان في بقعة مجاورة حوالي 1070ه ٬ حيث هاجرها السكان اليهود إلى ملاح وزان كما هاجر المسلمون نحو مدينتي القصر الكبير ووزان ٬ و مع توالي السنين أصيبت المدينة بهزال ديموغرافي جعل منها في آخر المطاف قرية كبيرة تعد اليوم مركزا للجماعة القروية أزجن ٬ لكن لا زالت العديد من الدور والقصور التي تشي بفخامتها ٬ بالإضافة إلى العديد من السواني (الصهاريج) التي يشير إليها الحسن الوزان بوضوح في كتابه ٬ هذا بالإضافة طبعا للملاح الذي لازال محافظا على الخصائص المعمارية ليهود الأندلس ٬ بما فيها الكنيس اليهودي الذي يعتبر أقدم المعابد اليهودية بشمال المغرب
بالرغم من اندثار المدينة ٬ ما زالت تحظى بأهمية قصوى لدى اليهود والمسلمين على حد سواء ٬ حيث يقصدها الآلاف من الزوار اليهود من المغرب والأراضي المحتلة لإحياء موسم الهيلولة لمدة ثلاثة أيام في منتصف شهر ماي ٬ و يتم إحياء هذه المناسبة الدينية داخل ضريح الربي عمران بن داويد ٬ الربي الأشهر لدى اليهود المغاربة